# Monster Hunter Freedom Unite
Monster Hunter Freedom Unite (モンスターハンターポータブル2nd G?, Monsutā Hantā Pōtaburu 2nd G) è un gioco per PlayStation Portable prodotto da Capcom, uscito in italia il 26 giugno 2009. È il seguito di Monster Hunter Freedom 2; in comune col predecessore ha il villaggio d'ambientazione (Pokke), le armi (ulteriormente potenziabili) e le strutture principali; nulla è stato tolto, infatti è possibile importare il salvataggio da quest'ultimo per continuare dall'ultimo salvataggio. Continua tuttora a ricevere recensioni molto positive, e il titolo è ormai considerato da molti critici e giocatori uno dei migliori videogiochi per PlayStation Portable.

## Caratteristiche dell'importazione del salvataggio
Se viene importato il salvataggio, sarà possibile cambiare alcune impostazioni, quali:
- sesso del personaggio;
- caratteristiche fisiche (voce, pelle, faccia, capelli).

Verrà importato:
- tutte le armi e armature possibili: ad esempio, le armature per soli uomini, se verrà cambiato il personaggio in femminile, saranno sostituite con le rispettive versioni o perse; in cambio verranno resi i soldi spesi per crearla;
- missioni effettuate;
- tessera Gilda;
- status;
- espansioni della fattoria pokke;
- cuochi felyne.

Gli archi e le armature, rispetto al vecchio Monster Hunter, saranno indebolite in termini di attacco, difesa e alcune abilità attivate, ma saranno disponibili nuovi potenziamenti.

## Missioni Principali
Di seguito, la lista completa con tutte le missioni chiave da completare per avanzare nella storia:

### Basso grado

#### Missioni a 1 Stella
- Caccia il carnivoro!: Elimina 5 Giaprey
- Richiamo profondo: Consegna 3 Lingue di Popo (Intrusione Tigrex)
- Uccidi i Blango!: Elimina 3 Blango

#### Missioni a 2 Stelle
- Il capo carnivoro: Caccia un Giadrome (Urgente)
- Cacciatore di Bulldrome: Caccia un Bulldrome
- Minaccia della giungla: Caccia uno Yian Kut-Ku
- La bestia più rara di tutte: Caccia un Congalala
- Fegato leggendario!: Consegna 3 Fegati di Piscine

#### Missioni a 3 Stelle
- Ombra nella neve: Caccia un Khezu (Urgente)
- Tattiche del Blango: Elimina 10 Blango
- Gigante in agguato: Caccia un Daimyo Hermitaur
- Gypceros: terrore velenoso: Caccia un Gypceros
- Funghi alle stelle!: Consegna 10 Funghi Speciali

#### Missioni a 4 Stelle
- Il signore della neve: Caccia un Blangonga (Urgente)
- Battaglia del blos: Caccia un Monoblos
- Basarios: pericolo mai visto: Caccia un Basarios
- Comandante tra le fiamme: Caccia uno Shogun Ceanataur
- Altro carbone, per favore: Consegna 15 Carboni

#### Missioni a 5 Stelle
- Potere assoluto: Caccia un Tigrex (Urgente)
- L'assedio tossico: Caccia un Gypceros e un Gypceros Viola
- Il Diablos fuggiasco: Caccia un Diablos
- Cena a base di granchi: Caccia 2 Daimyo Hermitaur
- Il terrificante Gravios: Caccia un Gravios

#### Missioni a 6 Stelle
- Una coppia pestifera: Caccia un Rathalos e una Rathian (Urgente)
- Danza rosa nella giungla: Caccia una Rathian Rosa
- Quattro corna: Caccia un Diablos e una Diablos Nera
- Attacco del Rathalos: Caccia un Rathalos Azzurro
- Stato di crisi: Elimina lo Shen Gaoren (Urgente)

### ALTO GRADO

#### Missioni a 7 Stelle
- La piuma di Hypnocatrice: Caccia un Hypnocatrice (Urgente)
- La notte dei Bullfango: Elimina 20 Bullfango
- Obiettivo: Basarios: Caccia un Basarios
- Lampi nella giungla: Caccia un Khezu
- Assalto dei Congalala: Caccia 2 Congalala

#### Missioni a 8 Stelle
- I due Monoblos: Caccia un Monoblos e un Monoblos Bianco (Urgente)
- Sonno nella grande foresta: Caccia 2 Hypnocatrice
- Elegia per un vecchio lupo: Caccia uno Yian Garuga
- Che sapore ha uno Shogun...?: Caccia 2 Shogun Ceanataur
- Aiuto, Blangonga!: Caccia 2 Blangonga

#### Missioni a 9 Stelle
- Richiesta segreta: Caccia un Nargacuga (Urgente)
- La terra dei sismi: Caccia 2 Tigrex
- Verso l'ignoto: Caccia un Rathalos Argentato
- Un singolo raggio di luna: Caccia una Rathian Dorata
- Il fuoco e la luna: Caccia un Rathalos Argentato e una Rathian Dorata
- Attacco del Rajang: Caccia un Rajang
- Il Gaoren si avvicina: Elimina lo Shen Gaoren
- Verso la vetta: Elimina l'Akantor (Urgente)

## Elementi nuovi
Costituiscono novità:

### Personaggi
- Nekoth, un gatto che comparirà accanto al capo del villaggio; vi permetterà di intraprendere missioni di alto livello;
- Compagno felyne: un felyne vi potrà ora accompagnare in missione, aiutandovi in modo simile a quello che potrebbe fare un umano che giocasse con voi in wi-fi anche se la potenza non è la stessa.

### Missioni
- missioni di livello G, missioni ancora più ardue delle missioni di alto livello; sarà possibile trovare nuovi mostri e materiali;
- missioni di caccia epica, dette anche "maratone": in questo tipo di missioni il giocatore dovrà abbattere una serie di mostri (da 2 a 4) che compariranno uno dopo l'altro; essi avranno molta meno vita delle loro controparti singole, e scalcandoli si ricaveranno oggetti, generalmente mega-pozioni.

### Armi
Non sono stati introdotti nuovi tipi di armi, ma l'acutezza è stata incrementata fino al viola (un livello oltre il bianco) e la rarità portata fino a 10. Gli archi hanno subito un depotenziamento (come già menzionato) e qualche modifica nelle caratteristiche. Sono ora disponibili le sostanze pittura e attacco ravvicinato. Dopo aver sconfitto l'Ukanlos, saranno disponibili le armi di livello G, versioni potenziate e non potenziabili di vecchie armi. Il livello di sparo delle lance-fucile arriva ora a 5.

### Altro
- È disponibile l'installazione dati, un sistema che velocizza i caricamenti durante il gioco.

- Sono presenti nuove zone, perlopiù ripescaggi da Monster Hunter Freedom, come il vulcano antico, la palude antica, la giungla antica e la grande foresta;
- Saltando il filmato dei cuochi felyne intenti a cucinare, si verrà reindirizzati direttamente al personaggio che ha finito di mangiare, e non che deve ancora cibarsi, come nella vecchia versione.
- Trenya potrà andare in missione anche con 1500 punti, e nella nuova zona "Grande Foresta";
- La fattoria Pokke avrà nuovi potenziamenti;
- La signora che vende Felyne ora venderà anche Felyne guerrieri, oltre ai cuochi.
- Nella scuola d'addestramento saranno disponibili le missioni di livello G, in cui si dovrà combattere contro i nuovi mostri.

## Vendite
Monster Hunter Freedom Unite, conosciuto in Giappone come Monster Hunter Portable 2ndG, è il gioco per PSP più venduto al mondo nonostante al momento della raccolta dei dati (30 settembre 2008) la sua diffusione fosse limitata al solo Giappone, stracciando in tal modo il precedente primato, che spettava a GTA Liberty City Stories. Ha venduto 50 milioni di copie solo il 26 giugno 2009.

## Conversione
È presente sull'App Store iOS giapponese una conversione del gioco. In occasione dell'E3 2014 è stato annunciato da Capcom che tale conversione sarà presto disponibile in Occidente.
La riedizione mantiene tutte le caratteristiche originali del gioco migliorando qualche elemento grafico ed introducendo un nuovo sistema di controllo per adattarlo ai dispositivi Apple.